# 佐藤黎香
佐藤 黎香（さとう れいか、2001年1月10日 - ）は、日本の女子バレーボール選手である。

## 来歴
岩手県奥州市出身。
盛岡誠桜高等学校を経て、2019年、日本女子体育大学に進学。2022年、全日本大学選手権大会（全日本インカレ）で準優勝を果たし、敢闘賞を受賞した。2022/23シーズン、V.LEAGUE DIVISION1 WOMEN（V1女子）に所属するKUROBEアクアフェアリーズの内定選手となった。内定選手としてV1女子の試合に出場し、Vリーグデビューを果たした。
2023年、大学卒業後に、KUROBEアクアフェアリーズに入団した。
2024年、KUROBEを退団。Astemoリヴァーレ茨城に入団した。

## 所属チーム
- 盛岡誠桜高等学校（2016-2019年）
- 日本女子体育大学（2019-2023年）
- KUROBEアクアフェアリーズ（2023-2024年）
- Astemoリヴァーレ茨城（2024年-）

## 受賞歴
- 2022年 - 全日本大学選手権大会 敢闘賞